# Mureșeni
Mureșeni (en hongrois Meggyesfalva) est un village de Roumanie.

## Galerie

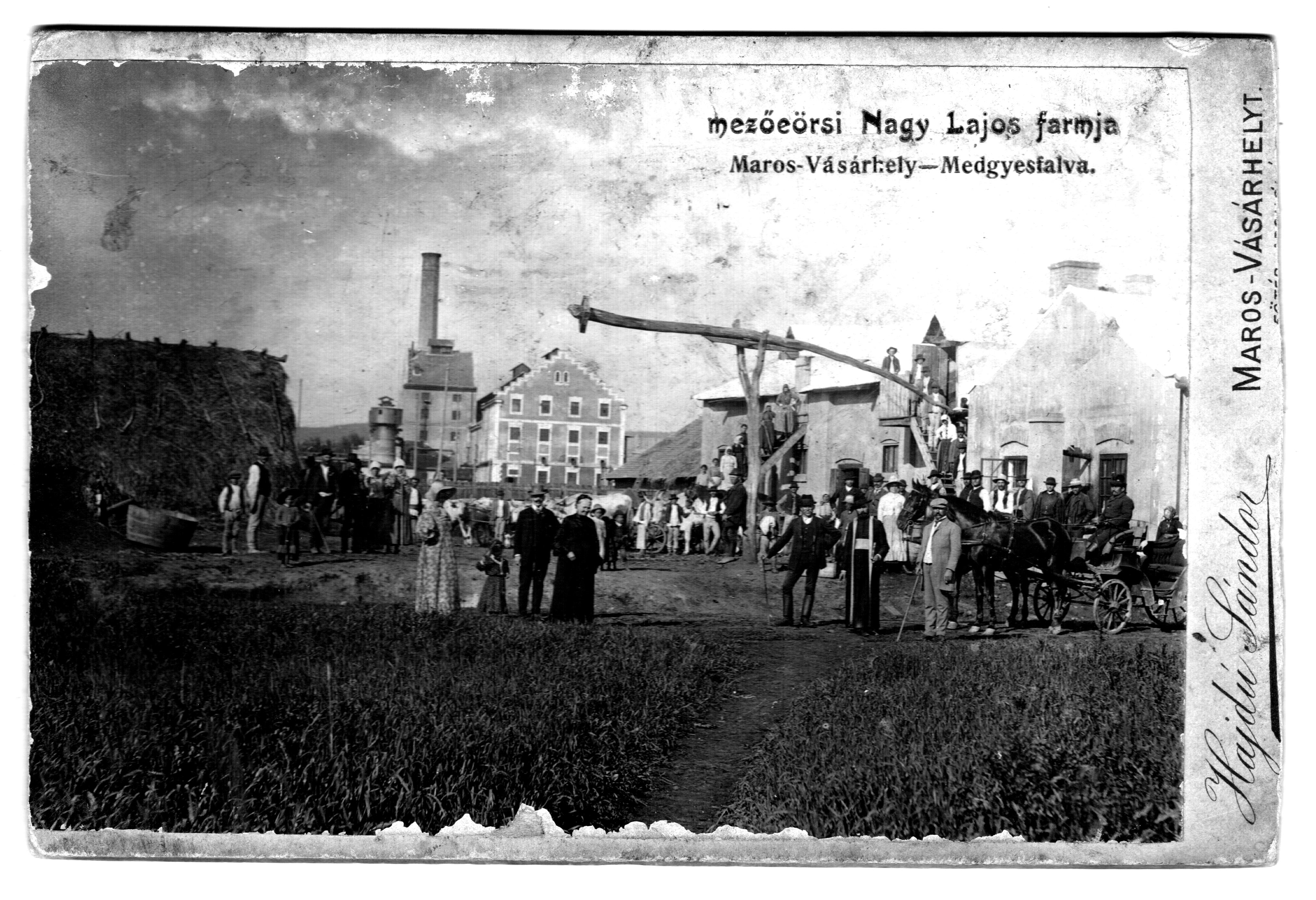
Peut-être un hommage à Louis Ier de Hongrie

## Personnalités
- István Várterész (eo)